# 토마토 수프

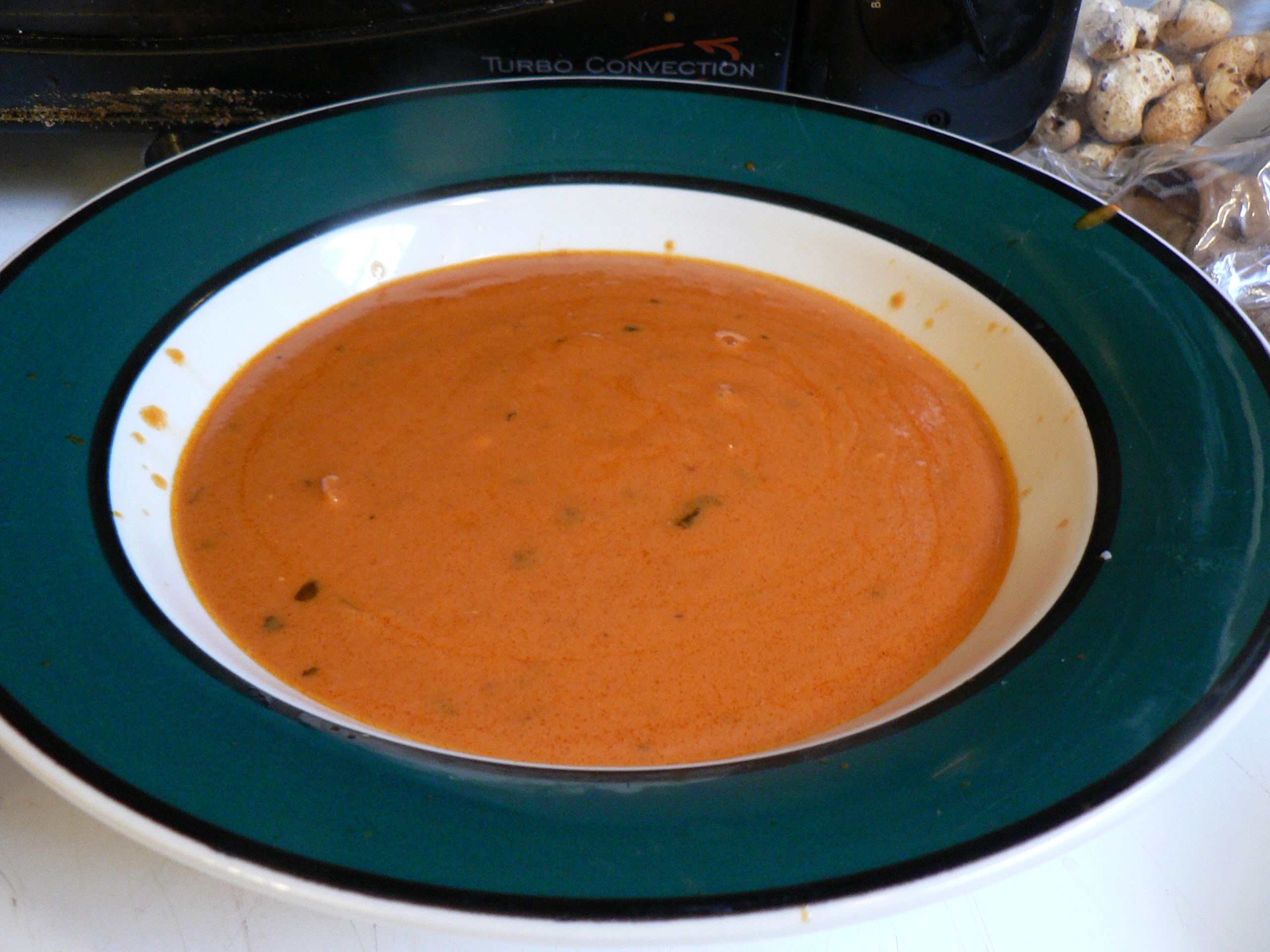
토마토 수프

토마토 수프(Tomato soup)는 토마토를 재료로 하여 만든 수프이다. 뜨겁게 또는 차갑게 드실 수 있으며 다양한 방법으로 만들 수 있다. 질감이 부드러울 수 있으며 토마토, 크림, 닭고기 또는 야채 스톡, 당면, 기타 야채 덩어리 및 미트볼을 포함하는 레시피도 있다. 많은 회사에서는 맛, 분량, 재료가 모두 다른 자체 버전의 토마토 수프를 보유하고 있다.

## 같이 보기
- 크림 수프